# 塞雷德纳 (杜布诺区)
塞雷德纳（烏克蘭語：Середнє），是烏克蘭西北部羅夫諾州杜布諾區科津市镇内的村落。始建於1800年，面積0.15平方公里，海拔高度210米，2001年人口111。